# (7235) Hitsuzan
(7235) Hitsuzan est un astéroïde de la ceinture principale.

## Description
(7235) Hitsuzan est un astéroïde de la ceinture principale. Il fut découvert le 30 octobre 1986 à Geisei par Tsutomu Seki. Il présente une orbite caractérisée par un demi-grand axe de 2,24 UA, une excentricité de 0,17 et une inclinaison de 5,0° par rapport à l'écliptique.

## Compléments